# 925
| Calendário gregoriano                                                        | 925 CMXXV                                            |
| Ab urbe condita                                                              | 1678                                                 |
| Calendário arménio                                                           | 374 – 375                                            |
| Calendário bahá'í                                                            | -919 – -918                                          |
| Calendário budista                                                           | 1469                                                 |
| Calendário chinês                                                            | 3621 – 3622 Início a 28 de janeiro (aproximadamente) |
| Calendário copta                                                             | 641 – 642                                            |
| Calendário etíope                                                            | 917 – 918                                            |
| Calendários hindus - Vikram Samvat - Calendário nacional indiano - Cáli Iuga | 980 – 981 846 – 847 4025 – 4026                      |
| Calendário Holoceno                                                          | 10925                                                |
| Calendário islâmico                                                          | 312 – 314                                            |
| Calendário judaico                                                           | 4685 – 4686                                          |
| Calendário persa                                                             | 303 – 304                                            |
| Calendário rúnico                                                            | 1175                                                 |
| Calendário solar tailandês                                                   | 1468                                                 |

925  (CMXXV na numeração romana) foi um ano comum  do século X do Calendário Juliano, da Era de  Cristo, teve início a um sábado e terminou também a um sábado, e a  sua letra dominical foi B  (52 semanas).
No  território que viria a ser o reino de  Portugal estava em vigor a Era de César que já contava 963 anos.
| Ano completo                   |
| ------------------------------ |
| Ano comum com início ao sábado |

## Eventos
- O rei Ramiro II de Leão torna-se vassalo do Reino da Galiza.
- O rei Ramiro II estabelece residência em Viseu.

## Nascimentos
- Ordonho III de Leão, rei de Leão (m 956).
- Gonçalo Mendes, conde de Portucale, conde do Condado Portucalense (m. 997).
- Ufo Ufes, Capitão-general do concelho de Vieira do Minho e governador de Viseu.

## Mortes
- D. Sueiro Belfaguer, Cavaleiro godo e 1º Senhor da Casa de Sousa (n. 875).
- 10 de Dezembro - Sancho I de Navarra (n. 860).
- Fredelon de Chameliac, Senhor de Semur-en-Brionnais.